# Lupton (Míchigan)

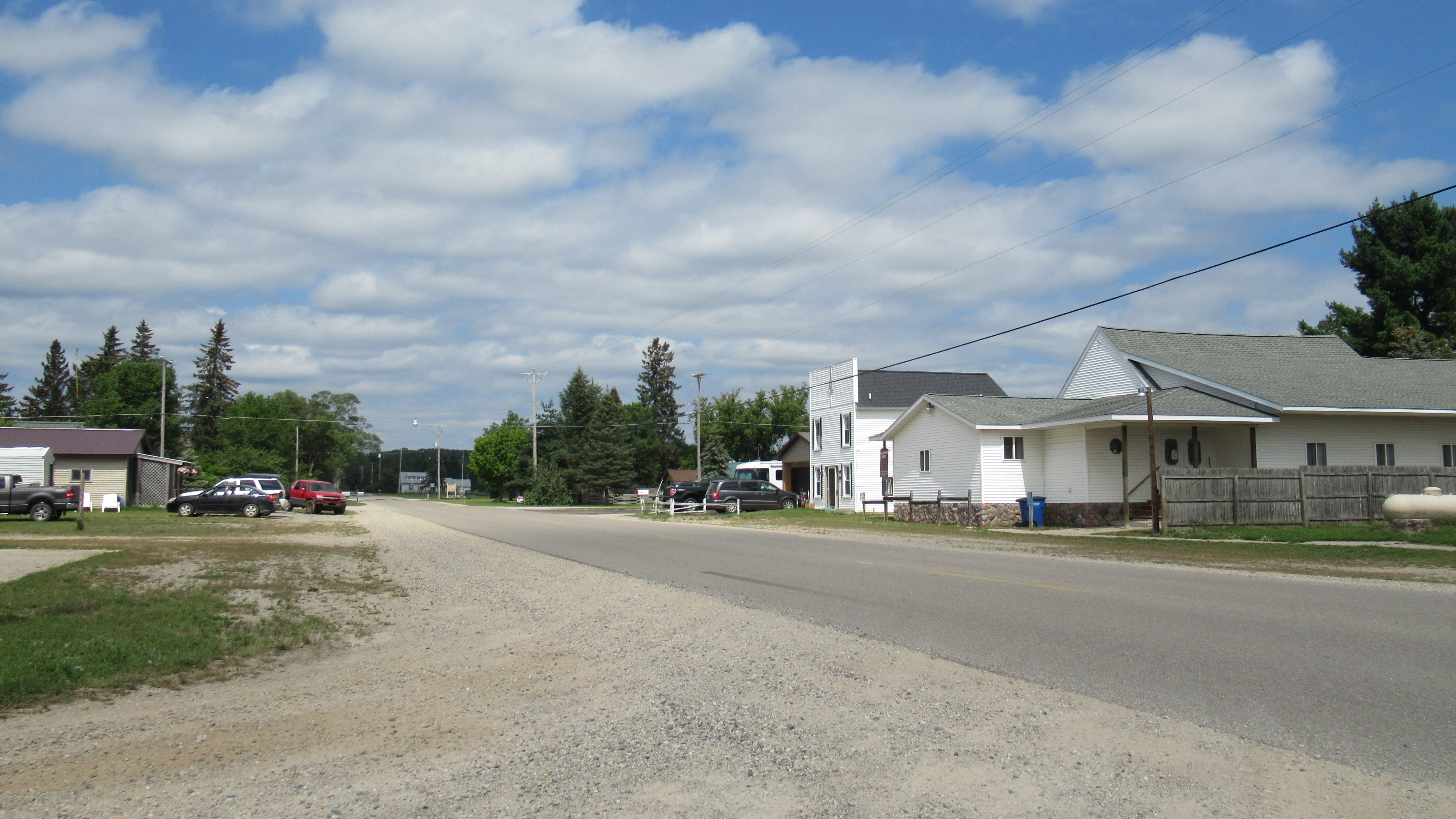
Foto de una calle en Lupton

Lupton es un lugar designado por el censo (en inglés, census-designated place, CDP) situado en el condado de Ogemaw, Míchigan, Estados Unidos. Según el censo de 2020, tiene una población de 318 habitantes.

## Geografía
La localidad está ubicada en las coordenadas 44°25′45″N 84°1′26″O / 44.42917, -84.02389. Según la Oficina del Censo de los Estados Unidos, tiene una superficie total de 8.45 km², de la cual 8.37 km² corresponden a tierra firme y 0.08 km² están cubiertos de agua.

## Demografía
Según el censo de 2020, hay 318 personas residiendo en la localidad. La densidad de población es de 37.99 hab./km². El 93.1% de los habitantes son blancos, el 0.3% es amerindio, el 0.3% es asiático, el 0.3% es de otra raza y el 6.0% son de una mezcla de razas. Del total de la población, el 3.46% son hispanos o latinos de cualquier raza.